# Chimarra haimuoinam
Chimarra haimuoinam är en nattsländeart som beskrevs av Malicky 1995. Chimarra haimuoinam ingår i släktet Chimarra och familjen stengömmenattsländor. Inga underarter finns listade i Catalogue of Life.